# Діно Альфієрі
Одоардо Діно Альфієрі (італ. Odoardo Dino Alfieri; 8 червня 1886 — 2 січня 1966) — італійський фашистський політик і дипломат. Він був міністром преси та пропаганди при Беніто Муссоліні та послом у нацистській Німеччині.

## Молодість і освіта
Альфієрі народився в Болоньї в 1886 році в сім'ї Антоніо і Марії Бедоньї. У молодості, він був політично активним, вступивши до Націоналістичної асоціації в 1910 році
У 1915 році отримав ступінь юриста в Університеті Генуї і незабаром після цього пішов добровольцем на військову службу. Альфієрі швидко підвищили до лейтенанта, отримав Бронзову медаль у 1916 році та Срібну медаль за військову доблесть у 1917 році. Звільнений у запас у липні 1919 року.
У 1911 році він закінчив юридичні студії і незабаром приєднався до націоналістичної групи, під керівництвом Енріко Коррадіні. Він критично поставився до злиття групи Коррадіні та Національної фашистської партії (PNF) Беніто Муссоліні. Незважаючи на це, він був обраний до Палати депутатів Італії за списком PNF у 1924 році.

## Політична кар'єра
За уряду Муссоліні Альфієрі було доручено кілька завдань: між 1929 і 1934 роками він був співдиректором Виставки фашистської революції, заступником секретаря Corporazioni, а з 1935 року заступником секретаря з питань преси та пропаганди. Взяв на себе обов'язки міністра Галеаццо Чано, коли той брав участь в Другій італо-абіссінській війні. Коли Чано став міністром закордонних справ, Діно Альфієрі був призначений міністром народної культури в 1937 році. Він дотримувався антисемітських законів про расову сегрегацію, прийнятих у 1938 році.
З 7 листопада 1939 року він був послом Італії у Ватикані, а через п'ять місяців — у нацистській Німеччині. На цій посаді Альфієрі часто зустрічався з Адольфом Гітлером. Перебуваючи там, він постійно допомагав італійським робітникам і персоналу консульства. Оскільки війна прогресувала й Італія потребувала допомоги, він намагався отримати матеріальну допомогу від Німеччини, але, незважаючи на запевнення, з цього мало що вийшло. Коли війна почала загострюватися, він написав комюніке та усно заявив Муссоліні, що німці бачать Італію просто як буферну державу від зазіхаючих союзників, і закликав шукати миру з союзниками, але водночас запевнив німців, що Італія не зрадить їх.
У липні 1943 року Альфієрі був викликаний до Риму членами Великої ради для участі в засіданні. Незрозуміло, чи справді він усвідомлював, що було запропоновано на зустрічі. Член Великої фашистської ради, Альфієрі проголосував за державний переворот Діно Гранді в липні 1943 року, який призвів до арешту Муссоліні та повалення італійського фашистського уряду.
Коли німецький вермахт окупував Італію (див. операція Аксе), Альфієрі втік до Швейцарії.
У січні 1944 року він був заочно засуджений до смертної кари під час веронського процесу. Швейцарський уряд не надав йому політичного притулку, але дозволив йому відвідувати Швейцарію .
12 листопада 1946 року італійський суд його виправдав. 6 лютого 1947 року завершилося розслідування італійського МЗС. Потім його офіційно звільнили на пенсію.

## Повоєнний час
У 1947 році Альфієрі повернувся до Італії і через рік опублікував свої мемуари під назвою Due dittatori di fronte («Два диктатори віч-на-віч»). Книга мало розповідає про італійсько-німецькі стосунки під час війни, більше акцентована на особисті спогади.

## Смерть
Альфієрі помер у міланській лікарні 2 січня 1966 року. Деталі його смерті приховувалися три дні. На момент смерті Альфієрі був президентом Асоціації виробників текстилю та одягу